# Maria Clara Araújo
Maria Clara Araújo dos Passos (Recife, 1996) es una pedagoga y socióloga afrotransfeminista brasileña, activista por los derechos LGBT, primera persona trans en aparecer en un anuncio publicitario en Brasil y autora del libro Pedagogias das Travestilidades.

## Trayectoria
María Clara fue la primera persona de su familia en cursar estudios superiores y la primera travesti aprobada en el curso Pedagogía de la Universidad Federal de Pernambuco (UFPE). En ese momento, la universidad no tenía una política de nombres sociales para las personas trans, y a partir de esta experiencia escribió sobre la exclusión de los cuerpos trans del espacio académico en “Mi manifiesto por la igualdad: sobre ser travesti y haber sido aprobada en un universidad federal”, texto que luego pasó a formar parte de su libro Pedagogias das Travestitilidades, (Editora Civilização Brasileiro). La presión política de estudiantes trans y travestis resultó en la consecución del derecho a un nombre social respetado en la universidad.
Posteriormente se licenció en Pedagogía por la Pontificia Universidad Católica de São Paulo (PUC-SP) e ingresó en el máster en Educación (Sociología de la Educación) en la Universidad de São Paulo (FE/USP). También se convirtió en especialista en Estudios Afrolatinoamericanos y del Caribe en Clacso/Flacso (Consejo Latinoamericano de Ciencias Sociales y la Facultad Latinoamericana de Ciencias Sociales). Asimismo, obtuvo el certificado en Estudios Afrolatinoamericanos del Instituto de Investigación Afrolatinoamericana del Centro Hutchins de la Universidad de Harvard, en Estados Unidos.
Como investigadora ha trabajado sobre temas como las intersecciones entre identidad de género y raza, decolonialismo, movimientos progresistas en América Latina, transfeminismo y movimientos de extrema derecha nacionales e internacionales y sus agendas educativas antigénero.
Se convirtió en miembro del Consejo Editorial Jr. de REBEH - Revista Brasileira de Estudos da Homocultura. También del EdGES: Grupo de Estudios sobre Género, Educación y Cultura Sexual, coordinado por las profesoras Cláudia Vianna y Marília Carvalho de la Unviersidad de São Paulo y del NIP: Centro Inanna de Investigación e Investigación en Teorías de Género, Sexualidades y Diferencias, coordinado por Carla Cristina Garcia de la Pontificia Universidad Católica de São Paulo.
A los 19 años, María Clara fue la primera chica trans en aparecer en un anuncio de publicidad en Brasil, apareciendo en la campaña de la marca de cosméticos Lola Cosmetics, en la serie Oh! María, con el objetivo de posicionar en los medios la imagen de las mujeres trans asociadas a narrativas positivas, teniendo en cuenta la forma negativa en la que son retratadas.
En 2019, María Clara también formó parte del equipo asesor parlamentario en Mandata Quilombo de la congresista Erica Malunguinho, la primera mujer trans negra en asumir un cargo de diputada en Brasil. Además, es miembro del Comité de Revisión de Subvenciones del Fondo Feminista Negro. Ha impartido conferencias en universidades tanto de Brasil como de otros países, como la estadounidense Universidad de Harvard o la Universidad de Cambridge, en Reino Unido.
En 2022, publicó su libro Pedagogias das Travestilidades, un registro de la historia del Movimiento de Mujeres Travestis y Transexuales en Brasil desde 1979. Además, el libro narra la historia de seis travestis negras del noreste del país que cuentan sus viajes personales hasta llegar a la educación superior.